# Runibia proxima
Runibia proxima är en insektsart som först beskrevs av William Sweetland Dallas 1851.  Runibia proxima ingår i släktet Runibia och familjen bärfisar. Inga underarter finns listade i Catalogue of Life.